# Acústicos & Valvulados
Acústicos & Valvulados es una banda brasileña de rock alternativo, fundada en 1991 en la ciudad de Porto Alegre, Rio Grande do Sul. 
Después de cinco álbumes de estudio grabados, el grupo lanzó en 2007, por el sello discográfico Antídoto, el álbum en vivo Acústico ao Vivo e a Cores, grabado en el Teatro São Pedro, en Porto Alegre, en 2006. 
La banda se compone actualmente de "Rafael Malenotti" (vocal) , "Alexandre Moica" (guitarra), "Diego Lópes" (bajo y teclados), "Paul James" (batería), "Luciano Leães" (teclados) y "Daniel Mossman" (guitarra, bajo). 
En la formación original aparece "Roberto Abreu", que actualmente no es parte de la banda. "Diego Lopes", "Luciano Leães" y "Daniel Mossman" entraron como suplentes.

## Discografía

### Álbumes de estudio
- (1996) God Bless Your Ass
- (1999) Acústicos & Valvulados
- (2001) Acústicos & Valvulados II
- (2003) Creme Dental Rock 'n' Roll
- (2005) Esse Som Me Faz Tão Bem
- (2010) Grande Presença
- (2014) Meio Doido e Vagabundo - O Fino do Rock Mendigo

### Álbumes en vivo
- (2007) Acústico, ao Vivo e a Cores

## Formación

### Integrantes
- Rafael Malenotti - vocal
- Alexandre Móica - guitarra
- Daniel Mossmann - guitarra, bajo
- Diego Lopes - bajo, teclado
- Paulo James - batería
- Luciano Leães - teclado

### Exintegrantes
- Roberto Abreu - bajo